# Spelartrupper under Sydamerikanska mästerskapet i fotboll 1959 (Ecuador)
Den här artikeln innehåller alla  spelartrupper under Sydamerikanska mästerskapet i fotboll 1959 som spelades i Ecuador 5 till 25 december 1959.

## Argentina
Förbundskapten: José Manuel Moreno
| Nr | Pos. | Namn                      | Födelsedatum (ålder) | Matcher | Mål |           | Klubb                  |
| -- | ---- | ------------------------- | -------------------- | ------- | --- | --------- | ---------------------- |
|    |      | Norberto Anido            |                      |         |     | Argentina | Racing Club            |
|    |      | Carlos Arredondo          |                      |         |     | Argentina | Huracán (Buenos Aires) |
|    |      | Raúl Oscar Belén          |                      |         |     | Argentina | Racing Club            |
|    |      | Rodolfo Carlos Betinotti  |                      |         |     | Argentina | Atlanta                |
|    |      | Norberto Constante Boggio |                      |         |     | Argentina | San Lorenzo            |
|    |      | José Angel Carbone        |                      |         |     | Argentina | Independiente          |
|    |      | Néstor Martín Errea       |                      |         |     | Argentina | Atlanta                |
|    |      | Héctor Osvaldo Facundo    |                      |         |     | Argentina | San Lorenzo            |
|    |      | Omar Higinio García       |                      |         |     | Argentina | San Lorenzo            |
|    |      | Carlos Timoteo Griguol    |                      |         |     | Argentina | Atlanta                |
|    |      | Juan Héctor Guidi         |                      |         |     | Argentina | Lanús                  |
|    |      | Juan Francisco Lombardo   |                      |         |     | Argentina | Boca Juniors           |
|    |      | Eliseo Víctor Mouriño     |                      |         |     | Argentina | Boca Juniors           |
|    |      | Juan Carlos Murúa         |                      |         |     | Argentina | Racing Club            |
|    |      | Jorge Osvaldo Negri       |                      |         |     | Argentina | Racing Club            |
|    |      | Juan José Pizzuti         |                      |         |     | Argentina | Racing Club            |
|    |      | Antonio Ubaldo Rattín     |                      |         |     | Argentina | Boca Juniors           |
|    |      | Juan José Rodríguez       |                      |         |     | Argentina | Boca Juniors           |
|    |      | Miguel Angel Ruiz         |                      |         |     | Argentina | San Lorenzo            |
|    |      | José Sanfilippo           |                      |         |     | Argentina | San Lorenzo            |
|    |      | Héctor Rubén Sosa         |                      |         |     | Argentina | Racing Club            |

## Brasilien
Förbundskapten: Gentil Cardoso
| Nr | Pos. | Namn                           | Födelsedatum (ålder) | Matcher | Mål |           | Klubb        |
| -- | ---- | ------------------------------ | -------------------- | ------- | --- | --------- | ------------ |
|    |      | Biu                            |                      |         |     | Brasilien | Santa Cruz   |
|    |      | Bria                           |                      |         |     | Brasilien | Sport Recife |
|    |      | Clóvis Pinheiro dos Santos     |                      |         |     | Brasilien | Santa Cruz   |
|    |      | Dodô                           |                      |         |     | Brasilien | Santa Cruz   |
|    |      | Édson dos Santos               |                      |         |     | Brasilien | Sport Recife |
|    |      | Elcy Goulart de Freitas        |                      |         |     | Brasilien | Sport Recife |
|    |      | Elías Soares de Oliveira       |                      |         |     | Brasilien | Naútico      |
|    |      | Fernando J. Florêncio Salvador |                      |         |     | Brasilien | Naútico      |
|    |      | Geraldo José da Silva          |                      |         |     | Brasilien | Naútico      |
|    |      | Geroldo Guimarães Ramos        |                      |         |     | Brasilien | Santa Cruz   |
|    |      | Givaldo Bezerra Cordeiro       |                      |         |     | Brasilien | Naútico      |
|    |      | Goiano                         |                      |         |     | Brasilien | Santa Cruz   |
|    |      | Moacir                         |                      |         |     | Brasilien | Santa Cruz   |
|    |      | Paulo Pisaneschi               |                      |         |     | Brasilien | Naútico      |
|    |      | José Lucas Servílio            |                      |         |     | Brasilien | Santa Cruz   |
|    |      | Tião                           |                      |         |     | Brasilien | Santa Cruz   |
|    |      | Traçaia                        |                      |         |     | Brasilien | Sport Recife |
|    |      | Valter Serafim                 |                      |         |     | Brasilien | Santa Cruz   |
|    |      | Waldemar Chiarelli             |                      |         |     | Brasilien | Naútico      |
|    |      | Zé de Mello                    |                      |         |     | Brasilien | Santa Cruz   |
|    |      | Ze María                       |                      |         |     | Brasilien | Sport Recife |
|    |      | Zequinha                       |                      |         |     | Brasilien | Naútico      |

## Ecuador
Förbundskapten:  Juan López
| Nr | Pos. | Namn                     | Födelsedatum (ålder) | Matcher | Mål |  | Klubb |
| -- | ---- | ------------------------ | -------------------- | ------- | --- |  | ----- |
|    |      | Francisco Almeida        |                      |         |     |  |       |
|    |      | Carlos Altamirano        |                      |         |     |  |       |
|    |      | Raúl Argüello            |                      |         |     |  |       |
|    |      | Nelson Aurea             |                      |         |     |  |       |
|    |      | Cruz Ávila               |                      |         |     |  |       |
|    |      | José Vicente Balseca     |                      |         |     |  |       |
|    |      | Alfredo Bonnard          |                      |         |     |  |       |
|    |      | Climaco Cañarte          |                      |         |     |  |       |
|    |      | Jaime Galarza            |                      |         |     |  |       |
|    |      | Rómulo Gómez             |                      |         |     |  |       |
|    |      | Honorato Gonzabay        |                      |         |     |  |       |
|    |      | Ernesto Guerra           |                      |         |     |  |       |
|    |      | Jorge Izaguirre          |                      |         |     |  |       |
|    |      | Vicente Lecaro           |                      |         |     |  |       |
|    |      | Flavio Nall              |                      |         |     |  |       |
|    |      | Leonardo Palacios        |                      |         |     |  |       |
|    |      | Carlos Alberto Raffo     |                      |         |     |  |       |
|    |      | Ruperto Reeves Patterson |                      |         |     |  |       |
|    |      | Juan Ruales              |                      |         |     |  |       |
|    |      | Mario Saeteros           |                      |         |     |  |       |
|    |      | Alberto Pedro Spencer    |                      |         |     |  |       |
|    |      | Jaime Ubilla             |                      |         |     |  |       |
|    |      | Cipriano Yu Lee          |                      |         |     |  |       |

## Paraguay
Förbundskapten: Benjamín Laterza
| Nr | Pos. | Namn                   | Födelsedatum (ålder) | Matcher | Mål |          | Klubb    |
| -- | ---- | ---------------------- | -------------------- | ------- | --- | -------- | -------- |
|    |      | Samuel Aguilar         |                      |         |     | Paraguay | Libertad |
|    |      | Genaro Benítez         |                      |         |     |          |          |
|    |      | Pedro Antonio Cabral   |                      |         |     |          |          |
|    |      | Eligio Echagüe         |                      |         |     | Paraguay | Olimpia  |
|    |      | Rolando Esquivel       |                      |         |     |          |          |
|    |      | Crescencio Gómez       |                      |         |     |          |          |
|    |      | Eligio Antonio Insfrán |                      |         |     |          |          |
|    |      | Agustín Jara           |                      |         |     |          |          |
|    |      | Claudio Lezcano        |                      |         |     |          |          |
|    |      | Idalino Monges         |                      |         |     |          |          |
|    |      | Carlos Monín           |                      |         |     |          |          |
|    |      | Fabián Muñoz           |                      |         |     |          |          |
|    |      | Gerardo Núñez          |                      |         |     |          |          |
|    |      | Silvio Parodi          |                      |         |     |          |          |
|    |      | Víctor Riquelme        |                      |         |     |          |          |
|    |      | Luis Gonzaga Torres    |                      |         |     |          |          |
|    |      | Salvador Villalba      |                      |         |     |          |          |
|    |      | Celso Zaracho          |                      |         |     |          |          |
|    |      | Eladio Zárate          |                      |         |     |          |          |

## Uruguay
Förbundskapten: Juan Carlos Corazzo
| Nr | Pos. | Namn                      | Födelsedatum (ålder) | Matcher | Mål |         | Klubb          |
| -- | ---- | ------------------------- | -------------------- | ------- | --- | ------- | -------------- |
|    |      | Eladio Benítez            |                      |         |     | Uruguay | Racing Club    |
|    |      | Mario Ludovico Bergara    |                      |         |     | Uruguay | Racing Club    |
|    |      | Carlos Chávez             |                      |         |     | Uruguay | Liverpool      |
|    |      | Julio Dalmao              |                      |         |     | Uruguay | Cerro          |
|    |      | Walter Davoine            |                      |         |     | Uruguay | Rampla Juniors |
|    |      | Luis Dogliotti            |                      |         |     | Uruguay | Liverpool      |
|    |      | Vladas Douksas            |                      |         |     | Uruguay | Rampla Juniors |
|    |      | Guillermo Escalada        |                      |         |     | Uruguay | Nacional       |
|    |      | Javier Espalter           |                      |         |     | Uruguay | Sud América    |
|    |      | Jorge Gómez               |                      |         |     | Uruguay | Liverpool      |
|    |      | Rubén Adán González       |                      |         |     | Uruguay | Nacional       |
|    |      | Víctor Homero Guaglianone |                      |         |     | Uruguay | Wanderers      |
|    |      | Victoriano Manghini       |                      |         |     | Uruguay | Danubio        |
|    |      | Mario Omar Méndez         |                      |         |     | Uruguay | Sud América    |
|    |      | Juan Carlos Mesías        |                      |         |     | Uruguay | Nacional       |
|    |      | Domingo Salvador Pérez    |                      |         |     | Uruguay | Rampla Juniors |
|    |      | William Píriz             |                      |         |     | Uruguay | Defensor       |
|    |      | José Francisco Sasía      |                      |         |     | Uruguay | Defensor       |
|    |      | Alcides Silveira          |                      |         |     | Uruguay | Sud América    |
|    |      | Roberto Eduardo Sosa      |                      |         |     | Uruguay | Nacional       |
|    |      | Horacio Florentín Troche  |                      |         |     | Uruguay | Nacional       |